# Oberkleinich
Oberkleinich, amtliche Schreibweise bis 15. Mai 1936: Obercleinich, ist ein Ortsteil der Ortsgemeinde Kleinich im Landkreis Bernkastel-Wittlich in Rheinland-Pfalz.

## Geographische Lage
Oberkleinich liegt mitten im Hunsrück zwei Kilometer vom Hauptort Kleinich entfernt. Nächste Grund- und Mittelzentren sind Büchenbeuren, Sohren, Traben-Trarbach, Morbach, Bernkastel-Kues und Simmern. Der Flughafen Frankfurt-Hahn ist 10 Kilometer vom Ort entfernt.

## Einwohnerentwicklung
| Jahr | Einwohner |
| ---- | --------- |
| 1854 | 133       |
| 1910 | 127       |
| 1925 | 129       |
| 1949 | 124       |
| 2008 | 113       |

- Der Anteil der evangelischen Christen lag 2008 bei 65,5 %, 1925 bei 98,4 %.

## Politik

### Gemeinde Oberkleinich
Bis 1974 war Oberkleinich eine eigenständige Gemeinde. Im Rahmen der Mitte der 1960er Jahre begonnenen Verwaltungsreform in Rheinland-Pfalz wurde am 17. März 1974 aus Oberkleinich und weiteren sechs Gemeinden die heutige Ortsgemeinde Kleinich neu gebildet. Oberkleinich hatte 1974 insgesamt 122 Einwohner.

### Ehemaliges Wappen
| Wappen von Oberkleinich | Blasonierung: „Grün mit zweireihig geschachtem Schräglinksbalken von Silber und Rot, hinten schräglinksverschoben eine silberne Pflugschar.“                                                                                      |
| Wappen von Oberkleinich | Wappenbegründung: Der silber-rot geschachtelte, doppelreihige Schrägbalken weist auf die ehemalige Landesherrschaft, die Hintere Grafschaft Sponheim, hin. Die Pflugschar und die Wappenfarbe Grün stehen für die Landwirtschaft. |

### Ortsvorsteher (seit 1974)
Der Gemeindeteil Oberkleinich ist gemäß Hauptsatzung einer von sieben Ortsbezirken der Ortsgemeinde Kleinich. Er wird politisch von einem Ortsvorsteher vertreten, während auf die Bildung eines Ortsbeirats verzichtet wurde.
Die bisherigen Ortsvorsteher:
| 1974–1979 | Albert Bach      |
| 1979–1994 | Horst Schößler   |
| 1994–1999 | Rolf Göbel       |
| 1999–2001 | Bernd Reppin     |
| 2001–     | Ralf Heidenreich |

Ralf Heidenreich wurde in den konstituierenden Sitzungen des Gemeinderates am 17. Juni 2019 und 9. Juli 2024 für jeweils weitere fünf Jahre in seinem Amt bestätigt.

## Kultur und Sehenswürdigkeiten

### Kulturdenkmäler
- Evangelische Kapelle in Oberkleinich, barocker Saalbau, 1772 anstelle mehrerer Vorgängerbauten errichtet.[7]
- Heimatmuseum, Heimatkundliche Sammlung.
- Mühle Oberkleinich.

### Naturdenkmäler
- Kugelbuche am Ebenhauser Kopf[8]